# Melissodes bicolorata
Melissodes bicolorata är en biart som beskrevs av Laberge 1961. Melissodes bicolorata ingår i släktet Melissodes och familjen långtungebin. Inga underarter finns listade i Catalogue of Life.